# ۵۰۶ (خورشیدی)
۵۰۶ پانصد و ششمین سال هجری خورشیدی است.